# ScienceWorld
ScienceWorld 也称为 Eric Weisstein 的 World of Science 是2002年1月向大众开放的网站。至2007年11月，ScienceWorld 已经囊括了各个科学领域，从天文、化学、物理和许多科学家个人传记的4000多个条目。该网站由沃尔夫勒姆研究公司的Eric Weisstein 管理。Eric Weisstein 是该项目的主要负责人。
Weisstein 也是 MathWorld 的编辑。 MathWorld 是网络上最知名的数学信息源，而 ScienceWorld 是相同机构为科学领域推出的另一个知名网站。
虽然 ScienceWorld 不是一个开源项目，但是是由规模庞大的志愿者组成的团队共同开发的。